# Сан Николо д'Арчидано
Сан Николо̀ д'Арчида̀но (на италиански: San Nicolò d'Arcidano; на сардински: Acidranu, Ачидрану) е малко градче и община в Южна Италия, провинция Ористано, автономен регион и остров Сардиния. Разположено е на 13 m надморска височина. Населението на общината е 2837 души (към 2010 г.).